# Renier Zen

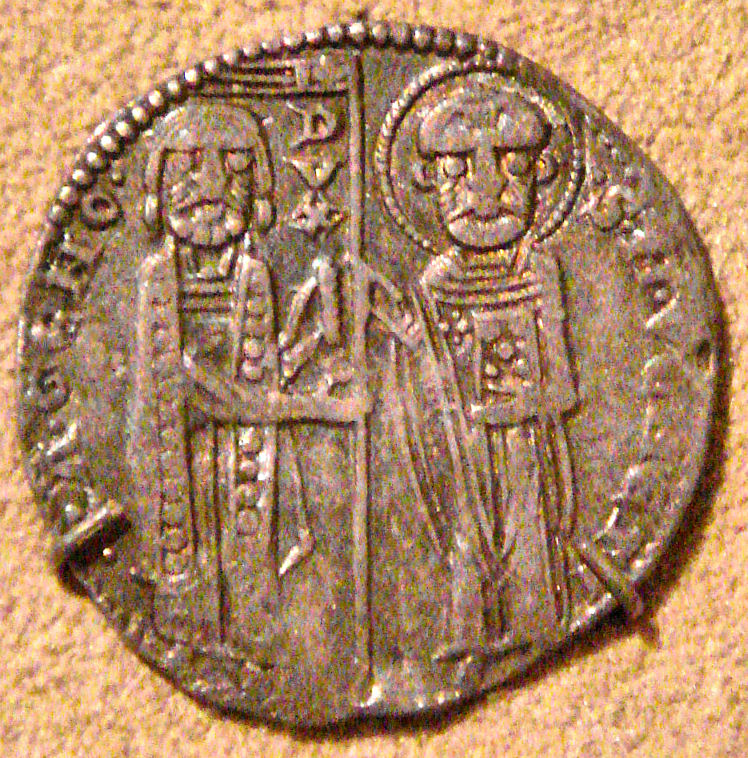
Silbergrosso aus der Zeit des „R. GENO DVX“ mit der seit Enrico Dandolo konventionellen Darstellung des Dogen und des Evangelisten Markus

Renier Zen, auch Ranieri Zeno, in den zeitlich näheren Quellen Rainerius Geno (* Ende 12. Jahrhundert; † 7. Juli 1268 in Venedig), war nach der Zählweise der staatlich gesteuerten Geschichtsschreibung der Republik Venedig ihr 45. Doge. Er regierte von seiner Wahl am 25. Januar 1253 bis zu seinem Tod.
Sein Aufstieg erfolgte vor allem in Oberitalien, wo er vielfach die Stellung eines Podestà bekleidete, sowie als Unterhändler. In seiner Regierungszeit begann 1257 der erste Krieg Venedigs gegen die Republik Genua, der erst 1270 zu einem Ende kam, sowie der Kampf um das 1261 wieder zur byzantinischen Hauptstadt erhobene Konstantinopel. Diese Metropole war unter maßgeblicher Beteiligung des Dogen Enrico Dandolo 1204 zur Hauptstadt des Lateinischen Kaiserreichs geworden. Damit endete für Jahre der Handel mit dieser Region.

## Familie

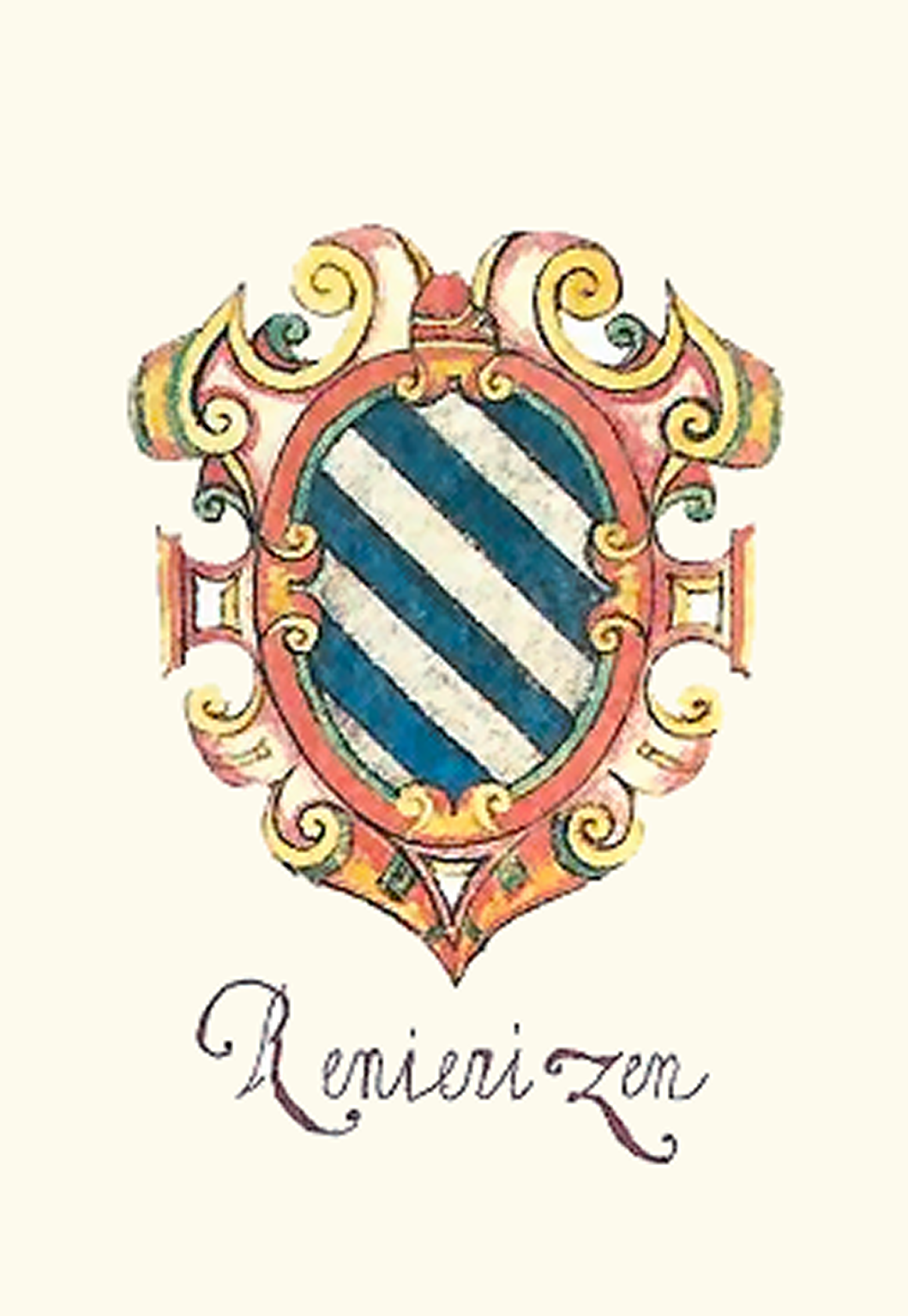
Wappen des „Renieri zen“ nach Vorstellungen des 17. Jahrhunderts

Die Zen oder Zeno, die ursprünglich aus Padua stammten, hatten sich auf der Insel Burano angesiedelt und waren seit dem 9. Jahrhundert auf Rialto ansässig. Sie gehörten zu den reichsten Patrizierfamilien der Zeit und besaßen im 13. Jahrhundert zahlreiche Immobilien in Venedig sowie Grundbesitz auf Istrien.
Von seinem Vater ist nur der Name bekannt, von seiner Mutter ist weder die familiäre Herkunft noch der Name überliefert. Hingegen war sein gleichnamiger Onkel einer der herausragenden Männer Venedigs.
Zeno heiratete Alvica, Tochter des Gabriele da Prata, der einer gräflichen Familie angehörte. Alvica brachte erheblichen Grundbesitz im östlichen Venetien und im westlichen Friaul in die Ehe ein. Möglicherweise bestand ein Verwandtschaftsverhältnis mit den Ziani, denn im Testament des Dogen Pietro Ziani von 1228 erscheint eine Maria da Prata. Das Paar hatte wohl keine Söhne, jedenfalls keine, die die Eltern überlebten.

## Leben

### Aufstieg
Zeno taucht erstmals 1225 in einer Quelle auf, als er zum Podestà von Pola gewählt wurde, des heutigen Pula an der Adriaküste Kroatiens. Damit agierte Zeno im Gebiet Bertholds von Andechs, des Patriarchen von Aquileia. 1227 bis 1228 war er Podestà von Chioggia, 1229 bis 1230 von Verona. Dort vertrat er eine Politik des Ausgleichs zwischen den städtischen Fraktionen. Zudem ließ er die heutige Kirche S. Francesco al Corso errichten, vor allem aber ein Kloster zu Ehren des Franz von Assisi († 1226). Dies geschah nur vier Jahre nach dem Tod des Ordensgründers. Zen war Freund und Berater (consigliere) des Dogen Jacopo Tiepolo.
Im Gegensatz zu seinen Vorgängern und den meisten Venezianern der angesehensten Familien erstrebte er keinen der Posten im östlichen Mittelmeer oder im Kolonialreich. Er wurde stattdessen in Italien tätig, zunächst als Podestà von Bologna (1231–1232), wo er in Streit mit dem Stadtbischof Enrico Della Fratta geriet. Er und die Stadt wurden sogar exkommuniziert. 1233–1234 war er zum zweiten Mal Podestà von Chioggia, 1239 zum dritten Mal, 1235–1236 von Treviso. Dort stand er unter dem Druck der für den Kaiser streitenden Brüder da Romano. 1237 war er in Piacenza, wo er einige Zisterzienserinnen dazu ermutigte, nach Venedig umzusiedeln. Sie gingen nach  Santa Maria della Celestia im Sestiere Castello. 1239–1240 war er erneut in Bologna; dabei führte er die Truppen zur Unterstützung Azzos VII. d’Este bei der Belagerung von Ferrara unter Salinguerra Torelli. Letzterer wurde im Juni 1240 als Gefangener nach Venedig verbracht, wo er wenige Jahre später starb. Die Kämpfe zwischen Kaiser und Papst, zwischen Ghibellinen und Guelfen spitzten sich weiter zu. Der Doge Jacopo Tiepolo verfolgte zunehmend eine antikaiserliche Politik.
Zeno diente der Republik als Diplomat und als Generalkapitän, Capitano general da mar. Im Frühjahr 1242 wurde der Conte Giovanni Michiel mit seinen Leuten aus Zara vertrieben. Die Stadt wandte sich an Friedrich II. um Hilfe, doch vergebens. Daraufhin suchte sie Unterstützung bei Bela IV. von Ungarn. Im Mai führte Zeno eine Flotte Richtung Dalmatien. Am 5. Juli gelang den Venezianern nach zweimonatiger Belagerung die Eroberung Zaras, das die Ungarn längst wieder aufgegeben hatten.

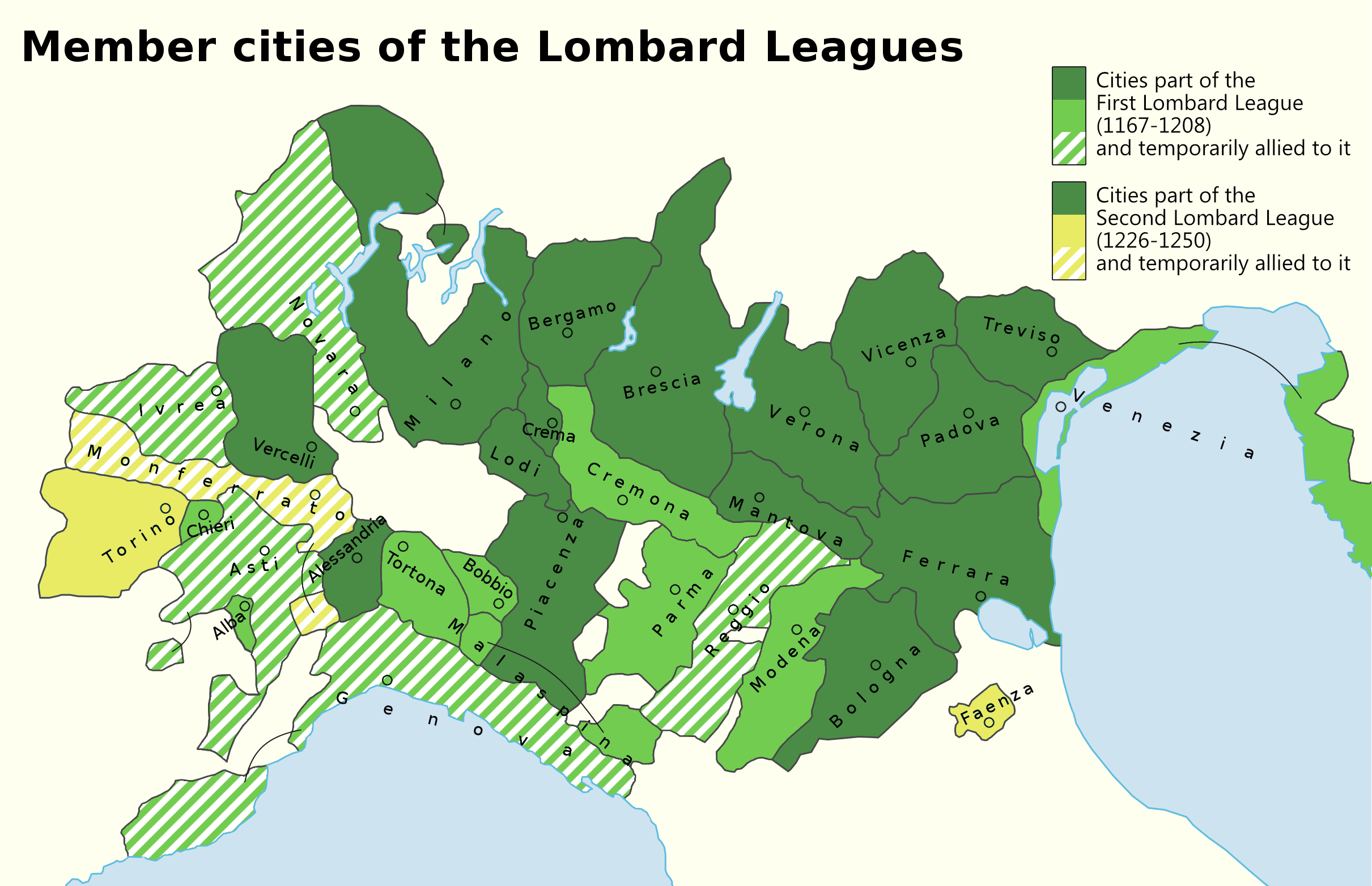
Mitglieder der Lega lombarda, die sich gegen die Ansprüche des Kaisers richtete

Zen gehörte der venezianischen Delegation am Ersten Konzil von Lyon an, das eine von Papst Innozenz IV. durchgesetzte Absetzung Kaiser Friedrichs nur halbherzig unterstützte. Doch die enormen Kosten des antikaiserlichen Kampfes stärkten die innervenezianische Opposition, zumal man mehr und mehr den persönlichen Ambitionen des Dogen misstraute. Nach dem Chronisten Martino da Canale, der sein Werk Zeno widmete, dessen Entourage er wohl angehörte, gerieten die drei venezianischen Gesandten auf dem Konzil, nämlich Marino Morosini, Giovanni da Canal und eben Zeno in die Gefangenschaft des mit dem Kaiser verbündeten Amadeus IV. von Savoyen. Auf kaiserliche Intervention wurden sie freigelassen. Diese entschuldigten sich beim Kaiser und versicherten, sie hätten niemals die Absicht gehabt, Friedrich zu stürzen. Daraufhin erklärte sich der Kaiser, danach auch Venedig, zu einem Separatfrieden bereit.
1247 erscheint Zeno als advocatus des Nonnenklosters S. Lorenzo di Ammiana. Zusammen mit Morosini und da Canal wurde er als Gesandter nach Zara geschickt, um von den Bewohnern am 6. Oktober 1247 einen Vertrag mit Venedig beeiden zu lassen. Im November setzte sich Zeno wiederum für Franziskaner, diesmal in Zara ein.
Während der dreieinhalbjährigen Herrschaft des Dogen Marino Morosini scheint Zeno keine wesentlichen Positionen mehr ausgefüllt zu haben, wenn auch der Verfasser der Venetiarum historia des 14. Jahrhunderts ihn als Prokuratoren von San Marco aufführt. Diese hohe Stellung galt als eine Art Sprungbrett ins Dogenamt.

### Das Dogenamt

#### Wahl und Amtseinführung
Am 25. Juni 1253 wurde Zeno in einem mehrstufigen Verfahren, an dessen Ende 41 Elektoren die Wahl entschieden, zum Dogen gewählt. Genauso knapp wie bei seinem Vorgänger lautete das Ergebnis 21 zu 20. Zu diesem Zeitpunkt war der neue Doge noch Podestà in Fermo in den Marken. So trat er das Amt, auf einer Galeere unter dem Kommando des Marco Ziani, des Conte von Arbe und Sohnes des Dogen Pietro Ziani, erst am 18. Februar an. Die Feierlichkeiten kulminierten in einem Tjost auf der Markusplatz, an dem Ritter verschiedener Regionen Italiens teilnahmen, aber auch deutsche. Anwesend waren neben Marco auch Lorenzo Tiepolo, der Sohn des Dogen Jacopo, der auf Zeno im Amt des Dogen folgen sollte, wie Martino da Canale schreibt.
Die Dogenherrschaft des Marino Morosini hatte Venedig von der Last der antikaiserlichen Kämpfe befreit und auch mit Genua zu guten Beziehungen geführt, die bereits Tiepolo vorangetrieben hatte. So hatte bereits ein Vertrag von 1251 die Sicherheit des Seeverkehrs garantiert. Auch die Beziehungen zu den islamischen Staaten blieben gut, zumal sich Venedig 1254 nicht dem Kreuzzug des französischen Königs anschloss. Nur den Handel mit kriegsrelevanten Gütern unterband Venedig. Noch im Herbst des Jahres erreichten Venedigs Unterhändler Ägypten und Syrien, um die bestehenden Verträge zu bestätigen.

#### Privileg im staufischen Süditalien (1257/1259), Besetzung von Padua (1256) und Treviso (1259)
Doch noch im Jahr 1254 änderte sich die Situation in Oberitalien, nachdem Papst Innozenz IV. König Konrad IV. exkommuniziert hatte. Auch gegen Ezzelino da Romano und seinen Bruder Alberico wandte der Papst dieses Mittel an, so dass es im Umkreis Venedigs zu schweren Kämpfen kam. König Manfred erneuerte 1257 und 1259 die venezianischen Privilegien in Süditalien. Hingegen ließ der Doge es zu, dass ein Kreuzfahrerheer unter Führung Marco Badoers vom Norden des Dukats aufbrach. Dem Badoer gelang es binnen weniger Wochen das Territorium Paduas zu besetzen. Er zog am 20. Juni 1256 in die Stadt ein. Drei Jahre später ging der Doge gegen Treviso vor, wo noch immer Ezzelinos Bruder herrschte. Unter der Führung des Badoer fuhr eine Flotte den Sile aufwärts und so gelang es bis zum 8. Oktober 1259 auch diese Stadt zu erobern.

#### Kodifikation des Seerechts
Unter Zeno wurde das venezianische Seerecht kodifiziert. In dem 1255 herausgegebenen Gesetzbuch wurden Rechte und Pflichten von Schiffsführung und Besatzung festgelegt. Der Besitzer eines Schiffs hatte demnach die gleichen Pflichten wie ein Kapitän. Der nauclearus genannte Kapitän eines Schiffes hatte nur Rechte und Funktionen eines Ersten Offiziers und war dem Schiffseigner untergeordnet. Die Besatzung hatte sich auf eigene Kosten zu bewaffnen, war also im Kriegsfall im Kampf einzusetzen und hatte Stimmrecht bei allen mit Mehrheitsbeschluss zu fassenden Entscheidungen. Die Matrosen und Ruderer hatten das Recht, auf eigene Rechnung Handel zu treiben. Jedes Besatzungsmitglied, das vom Schiffseigner oder -führer angeheuert wurde, wurde auf das Gesetz vereidigt.

#### Krieg mit Genua, Kampf um Konstantinopel (1257–1268/1270)

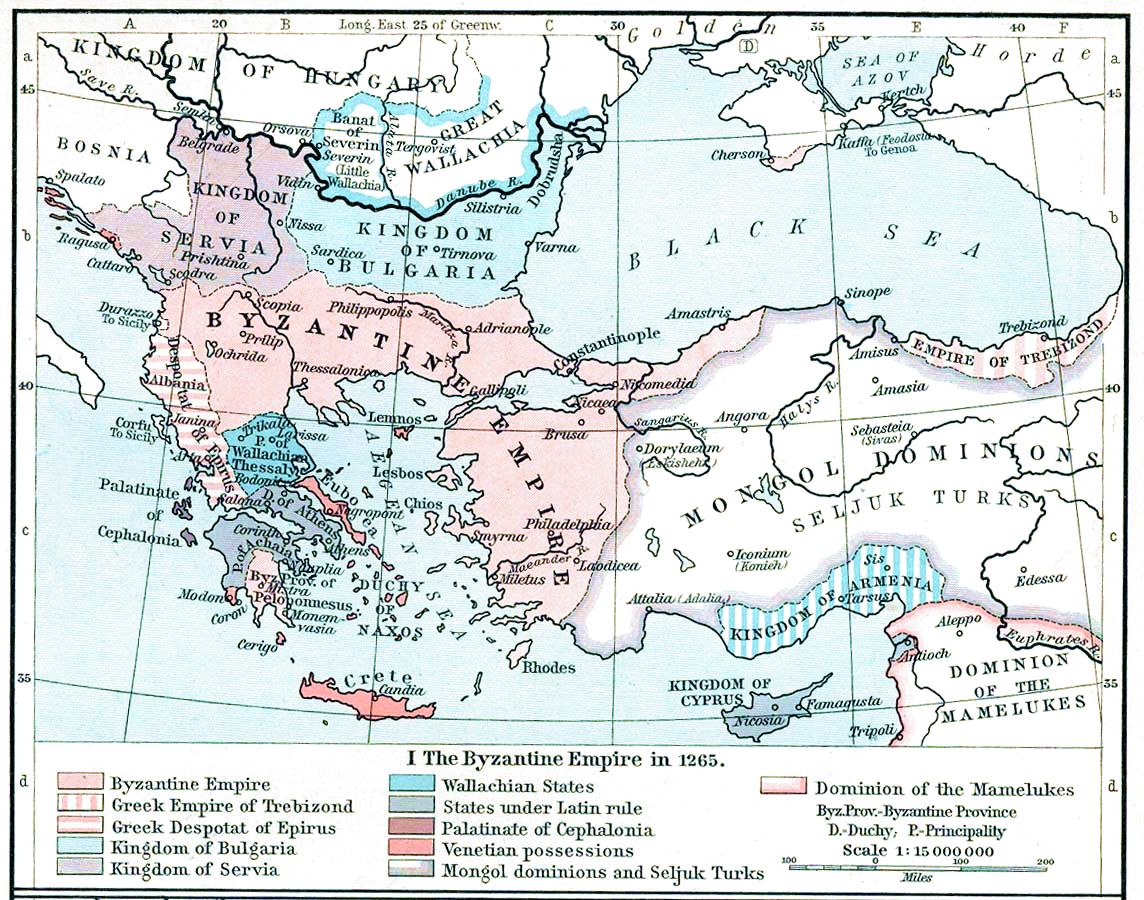
Das Byzantinerreich und seine Nachbarn um 1265

Das nächste und über lange Zeit größte Konfliktfeld, das Zeno bis an sein Lebensende beschäftigen sollte, stellte das Verhältnis zur Republik Genua dar. 1257 plünderten Genuesen unter Missachtung von bestehenden Verträgen den venezianischen Stützpunkt in San Giovanni d’Acri, der Hauptstadt des Königreichs Jerusalem, nachdem sich dort anfangs Pisaner und Genuesen gestritten hatten. 1256 war es an der Grenze zwischen den beiden Händlerquartieren der Venezianer und der Genuesen zu einem Rechtsstreit im Zusammenhang mit dem Kloster St. Saba gekommen (s. Krieg von St. Sabas). Nachdem sich die Genuesen einige venezianische Schiffe angeeignet und die Waren geraubt hatten, schlug Zeno Verhandlungen in Bologna vor, um den Konflikt beizulegen. Als nichts geschah, verbündete sich Venedig am 14. Juli 1257 mit Pisa und schickte eine Kriegsflotte unter dem Kommando des Lorenzo Tiepolo, des späteren Nachfolgers Zenos im Dogenamt, nach Palästina. Nach einer Seeschlacht, bei der Genua 24 Galeeren verlor und eine schwere Niederlage erlitt, wurde San Giovanni d’Acri zurückerobert. Doch auch eine zweite Seeschlacht blieb letztlich ohne Ergebnis. Schließlich schickte Venedig eine zweite Flotte unter dem Kommando des Neffen Zenos, Andrea Zeno, der vor Akkon ein entscheidender Seesieg gelang. Die Genuesen räumten die Stadt.
Parallel dazu entspann sich ein Konflikt in der Ägäis, insbesondere auf Negroponte (Euböa) in den Jahren 1256 bis 1258. Guillaume II. de Villehardouin, der Fürst von Achaia, versuchte Südgriechenland zu erobern. Dabei wurde er unter der Hand von Genua unterstützt, während Venedig seinen Gegnern beisprang. Andrea Barozzi, der venezianische Bailò auf der Insel, schloss einen Friedensvertrag im Jahr 1259. In diesem Jahr fiel jedoch Guillaume in die Hände des Kaisers von Nikaia, dem es zudem 1261 gelang, die Hauptstadt des Lateinischen Kaiserreichs zurückzugewinnen. So konnte der Friedensvertrag erst nach seiner Freilassung im Jahr 1262 ratifiziert werden. Dieser Vertrag stellte den Vorkriegszustand wieder her.
Geradezu existenzbedrohend für den Handel Venedigs, von dem die Stadt so stark profitiert hatte, waren die Ereignisse in Konstantinopel, wo Michael VIII. Palaiologos die byzantinische Rückeroberung von Konstantinopel 1261 im Handstreich durchführen konnte. Der Kaiser hatte sich noch am 13. März 1261 mit Genua im Vertrag von Nymphaion verbündet. Dieser Vertrag war noch am 10. Juli in Genua ratifiziert worden. Im Vertrag glaubte Kaiser Michael den Genuesen weit reichende Privilegien einräumen zu müssen, um sie gegen Venedig zu gewinnen, das Konstantinopel verteidigte. Doch bedurfte es bei der wenige Tage später erfolgenden Besetzung der Stadt gar keiner Flottenhilfe; die Venezianer verließen die Stadt und flohen zunächst nach Negroponte.
Venedig reagierte zunächst mit diplomatischen Bemühungen, doch scheiterte ein entsprechender Versuch bei Papst Urban IV., auch wenn er versuchte, einen Kreuzzug zur Rückgewinnung Konstantinopels vorzubereiten. Er exkommunizierte die Genuesen. Die beiden Flotteneinsätze unter dem Kommando von Marco Michiel und die von 1262 unter dem von Giacomo Dolfin führten zu keinen nennenswerten Erfolgen. Im Gegenteil besetzten Genuesen einige kleine Ägäisinseln, landeten auf der Peloponnes und auf Negroponte, und sie entfachten einen Aufstand auf Kreta. Doch die byzantinische Armee wurde besiegt, eine Flotte unter dem Kommando des Giberto Dandolo errang einen Sieg über eine zahlenmäßig überlegene Flotte Genuas bei Settepozzi im Saronischen Golf. Die Genuesen verlegten sich nunmehr auf die Piraterie, konnten im August 1264 allerdings auch einen Sieg bei der Insel Saseno erringen, die am Eingang der Adria liegt.
Auch wenn Zeno noch im September 1264 vergeblich um päpstliche Unterstützung im Kampf gegen Konstantinopel warb, konnte er bereits Ende des Jahres davon profitieren, dass es zu Konflikten zwischen dem Kaiser und Genuesen kam. Letztere hatten versucht über den genuesischen Podestà die Stadt an den Staufer Manfred zu übergeben. Über Enrico Trevisan, einen nach Venedig geschickten Gefangenen, kam es zu Verhandlungen, die im Juni 1265 durch die mit plena potestas ausgestatteten Jacopo Contarini, den späteren Dogen, und Giacomo Dolfin in einen Vertrag mündeten. Dieser sah vor, die Privilegien Venedigs wiederherzustellen, jedoch mit dem ausdrücklichen Verbot, Feinde des Reiches zu unterstützen. Dies galt auch für die unabhängigen Herrschaften, die sich Venezianer in der Ägäis zusammenerobert hatten, sowie die Lateiner in Griechenland.
Doch nun trat eine erneute Wende ein. Renier Zeno weigerte sich, den Vertrag zu ratifizieren. In Venedig wartete man ab, welchen Ausgang der Kampf zwischen den letzten Staufern und Karl I. von Anjou nehmen würde, der aufgebrochen war, um Süditalien zu erobern. Nach Karls Sieg in der Schlacht bei Benevent am 26. Februar 1266 bereitete dieser die Eroberung Konstantinopels vor, indem er Korfu besetzen ließ. Am 27. Mai 1267 wurde ein Vertrag am päpstlichen Hof zwischen dem König von Frankreich, dem gestürzten lateinischen Kaiser von Konstantinopel Balduin II. und Guillaume de Villehardouin abgeschlossen. Nach der Rückeroberung der byzantinischen Hauptstadt sollte Venedig wieder in seine alten Rechte eingesetzt werden. Doch nun verhinderte der letzte Staufer, Konradin, den Aufmarsch. Auch kam es im Reich Karls zu Auseinandersetzungen, König Ludwig IX. zog den Kampf gegen die Muslime vor, und Kaiser Michael VIII. gelang es, den Papst mit der Möglichkeit, die beiden Kirchen wieder zu vereinen, zu neutralisieren.
Währenddessen hatte Venedig seinen Krieg gegen Genua weitergeführt. So gelang im Juni 1266 die Zerschlagung einer genuesischen Flotte vor Trapani. Die Wiederannäherung zwischen Kaiser Michael und den Genuesen, deren anhaltender Piratenkrieg und die daraus resultierenden Schäden, zwangen Venedig zu erneuten Verhandlungen. So wurden am 1. November 1267 Marco Bembo und Pietro Zeno beauftragt, zusammen mit zwei Repräsentanten des Kaisers, die in Venedig blieben, über einen Vertrag zu verhandeln. Am 4. April 1268 kam es zu einer Abmachung für die Dauer von fünf Jahren mit der Möglichkeit der Verlängerung. Diesmal ratifizierte der Doge am 30. Juni den Vertrag, der allerdings kein Friedensvertrag war, und der zudem Klauseln enthielt, die weniger vorteilhaft waren, als der abgelehnte Vertrag.
Doch der Krieg zwischen Genua und Venedig schwelte weiter, bis Papst Clemens IV. und König Ludwig IX. mit den beiden Handelsmetropolen in Verhandlungen traten, um sich deren Flottenhilfe beim nächsten Kreuzzug zu sichern. Tatsächlich kam es 1270 zu einem auf fünf Jahre befristeten Abkommen, das, mehrfach verlängert, rund ein Vierteljahrhundert lang für Frieden zwischen Venedig und Genua sorgte.

### Tod und Beisetzung in San Zanipolo, Testament
Die Ratifizierung des Vertrages von 1268 war die letzte Regierungshandlung des Dogen. Am 7. Juli ließ er sein Testament aufsetzen. Er starb noch am selben Tag. Er wurde am nächsten Tag in Zanipolo beigesetzt. Seine marmorne Urne ist nicht erhalten.
Renier Zeno verfügte über ein gewaltiges Immobilienvermögen aus mehr als 70 Häusern in Venedig und im Umkreis der Stadt. Hinzu kamen Ackerland und Weiden in verschiedenen Orten des Festlands und um Muggia am Westrand von Istrien. Außerdem nennt sein Testament mobiles Vermögen, wie Edelsteine, Münzgeld, Kreditverträge, Schiffsanteile und staatliche Anleihen.
Nutznießer seines letzten Willens waren neben Verwandten, insbesondere Neffen, religiöse Einrichtungen. Zuwendungen erfolgten dabei vorrangig an San Zanipolo, die Kirche der als Heilige verehrten Johannes und Paulus, aber auch Santa Maria dei Crociferi (Santa Maria dei Gesuiti), deren Vogt er bis 1254 gewesen war.

### Rechtsetzende Quellen

#### Venedigs Gremienregister
- Roberto Cessi (Hrsg.): Liber Communis qui vulgo nuncupatur «Plegiorum» (=Deliberazioni del Maggior Consiglio della Repubblica di Venezia, 1), Bologna 1950, S. 220, 222, 224.
- Staatsarchiv Venedig: Procuratori di San Marco de Citra, busta 230, Commissaria Zeno Ranieri, doc. 1268 luglio 7.
- Gisella Graziato (Hrsg.): Le promissioni del doge di Venezia dalle origini alla fine del Duecento, Venedig 1986, S. 40 f., 95, 120, 148.
- Sergio Perini (Hrsg.): Chioggia medievale. Documenti dal secolo XI al XV, Sottomarina 2006, II, 1, S. 322 f., 340, 344, 357, 459, 461, 495.

#### Wirtschafts- und Handelsdokumente
- Gino Luzzatto (Hrsg.): I prestiti della Repubblica di Venezia (sec. XIII-XV), Padua 1929, S. 34.
- Gottlieb Lukas Friedrich Tafel, Georg Martin Thomas (Hrsg.): Urkunden zur älteren Handels- und Staatsgeschichte der Republik Venedig (=Fontes Rerum Austriacarum, Abt. II. Diplomataria et Acta), 3 Bde., Bd. II,  Wien 1856, S. 444, 463, 492, Bd. III, Wien 1857, S. 2, 4, 7, 9, 12 f., 23–29, 49, 51 f., 56, 66, 78, 88 f., 93.
- Raimondo Morozzo della Rocca, Antonino Lombardo (Hrsg.): Documenti del commercio veneziano nei secoli XI–XIII, 2 Bde., Turin 1940, Bd. II, S. 347, 362, 369, 375, 378.
- Raimondo Morozzo della Rocca, Antonino Lombardo (Hrsg.): Nuovi documenti del commercio veneziano nei secoli XI–XIII, Turin 1953, S. 115.
- Jacopo Bernardi: Antichi testamenti tratti dagli archivi della congregazione di carità di Venezia, Venedig 1884, S. 3–5, 7, 20 f.

#### Kirchliche Einrichtungen
- Lina Frizziero (Hrsg.): San Marco di Mazzorbo e Santa Margherita di Torcello, Florenz 1965, S. 20 f., 53, 57, 63.
- Bianca Lanfranchi Strina (Hrsg.): SS. Trinità e S. Michele Arcangelo di Brondolo, Bd. III, Venedig 1987, S. 440 f.
- Anna Maria Rapetti: La formazione di un’aristocrazia: monache e monasteri femminili a Venezia tra IX e XIII secolo, in: Anuario de estudios medievales XLIV (2014) 215–238, hier: S. 233 (Torcello, mit Verweis auf Staatsarchiv Venedig, Corporazioni religiose soppresse, Sant’Antonio di Torcello, busta 1 pergamene, 1280 marzo 15). (online, PDF)

#### Verträge mit auswärtigen Mächten
- Tadija Smičiklas (Hrsg.): Codex diplomaticus Regni Croatiae, Dalmatiae et Slavoniae, 18 Bde., Bd. IV, Zagreb 1906, S. 328, 372 f., Bd. V, Zagreb 1907, S. 23, 69, 91, 130, 134, 136 f., 153, 187, 189 f., 236, 299, 307, 317, 333, 339, 345, 357, 368, 374, 386, 388, 397, 399, 407, 420, 437, 456 f., 464.
- Marco Pozza, Giorgio Ravegnani (Hrsg.): I trattati con Bisanzio 1265–1285, Venedig 1996, S. 16, 21, 23, 27 f., 50, 52, 54, 57.
- Reinhard Härtel, Ursula Kohl (Hrsg.): I patti con il patriarcato di Aquileia 880-1255, Rom 2005, S. 131, 141, 148.

### Erzählende Quellen
- Ester Pastorello (Hrsg.): Andrea Dandolo, Chronica per extensum descripta aa. 460-1280 d.C. (= Rerum Italicarum Scriptores XII,1), Nicola Zanichelli, Bologna 1938, S. 300 f., 304–315. (Digitalisat, S. 304 f.)
- Roberto Cessi, Fanny Bennato (Hrsg.): Venetiarum historia vulgo Petro Iustiniano Iustiniani filio adiudicata, Venedig 1964, S. XXXI, XLI, 2, 160, 162, 165, 273, 288, 290, 304, 311, 345.
- Alberto Limentani (Hrsg.): Martin da Canal, Les estoires de Venise. Cronaca veneziana in lingua francese dalle origini al 1275, Olschki, Florenz 1972, S. 4 f., 88–91, 108 f., 112–119, 126–133, 138–143, 148 f., 154–159, 166 f., 174 f., 192 f., 198 f., 208 f., 217 f., 228 f., 240 f., 264–269, 304 f., 334 f. (vgl. Martino da Canale).
- Șerban V. Marin (Hrsg.): Gian Giacomo Caroldo. Istorii Veneţiene, Bd. I: De la originile Cetăţii la moartea dogelui Giacopo Tiepolo (1249), Arhivele Naţionale ale României, Bukarest 2008, S. 225, 233, 236, II, De la alegerea dogelui Marino Morosini la moartea dogelui Bartolomeo Gradenigo (1249–1342) [Von der Wahl des Dogen Marino Morosini bis zum Tod des Dogen Bartolomeo Gradenigo (1249–1342)], Bukarest 2009, S. 14, 34, 37, 40 f., 45, 49 f., 53 f. (vgl. Historie venete dal principio della città fino all’anno 1382 des Gian Giacomo Caroldo). (academia.edu)

### Zu Ranieri Zeno, bzw. Renier Zen

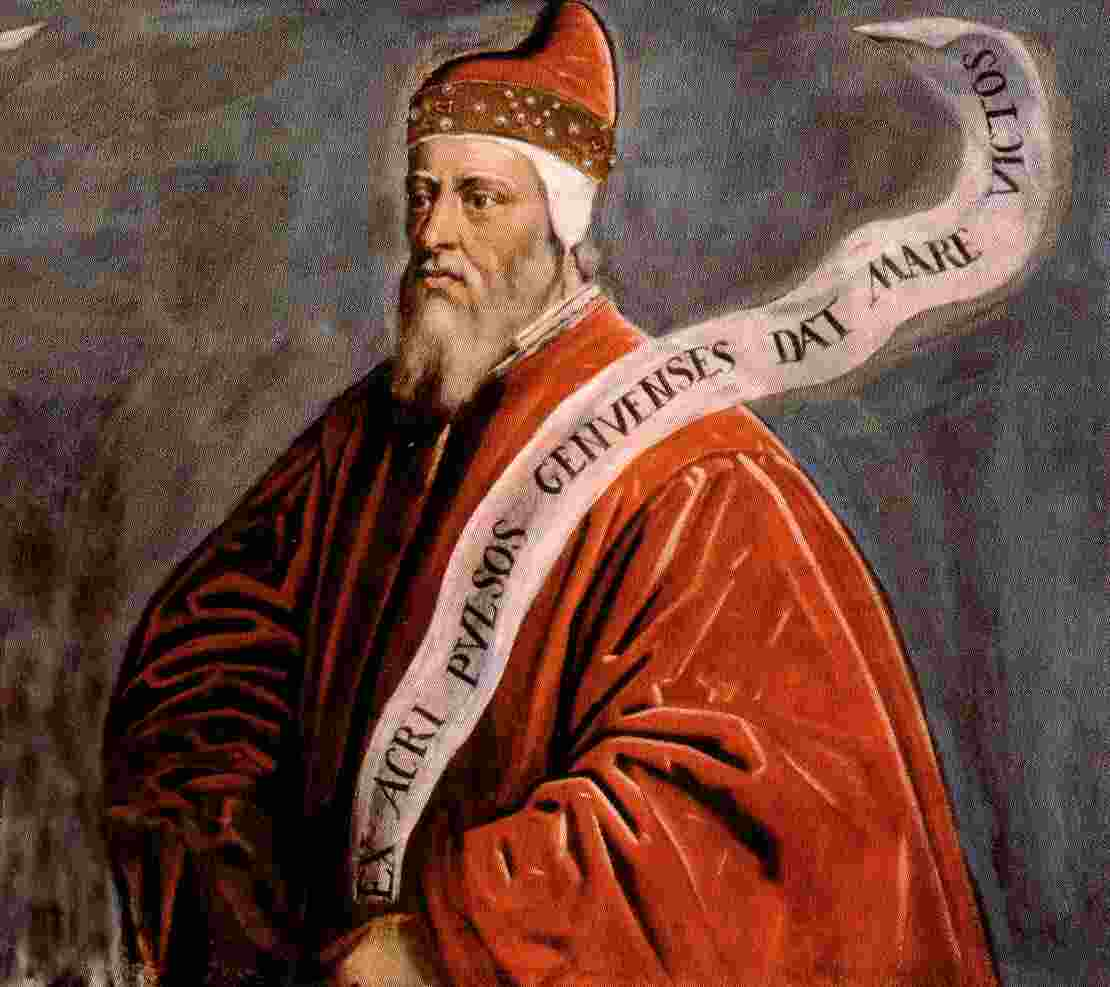
Domenico Tintoretto: Darstellung des Dogen im Dogenpalast, die in einem Spruchband seine Verdienste hervorhebt. Das Bildnis ist eines der 38 Doppel-Dogenporträts im Saal des Großen Rates.

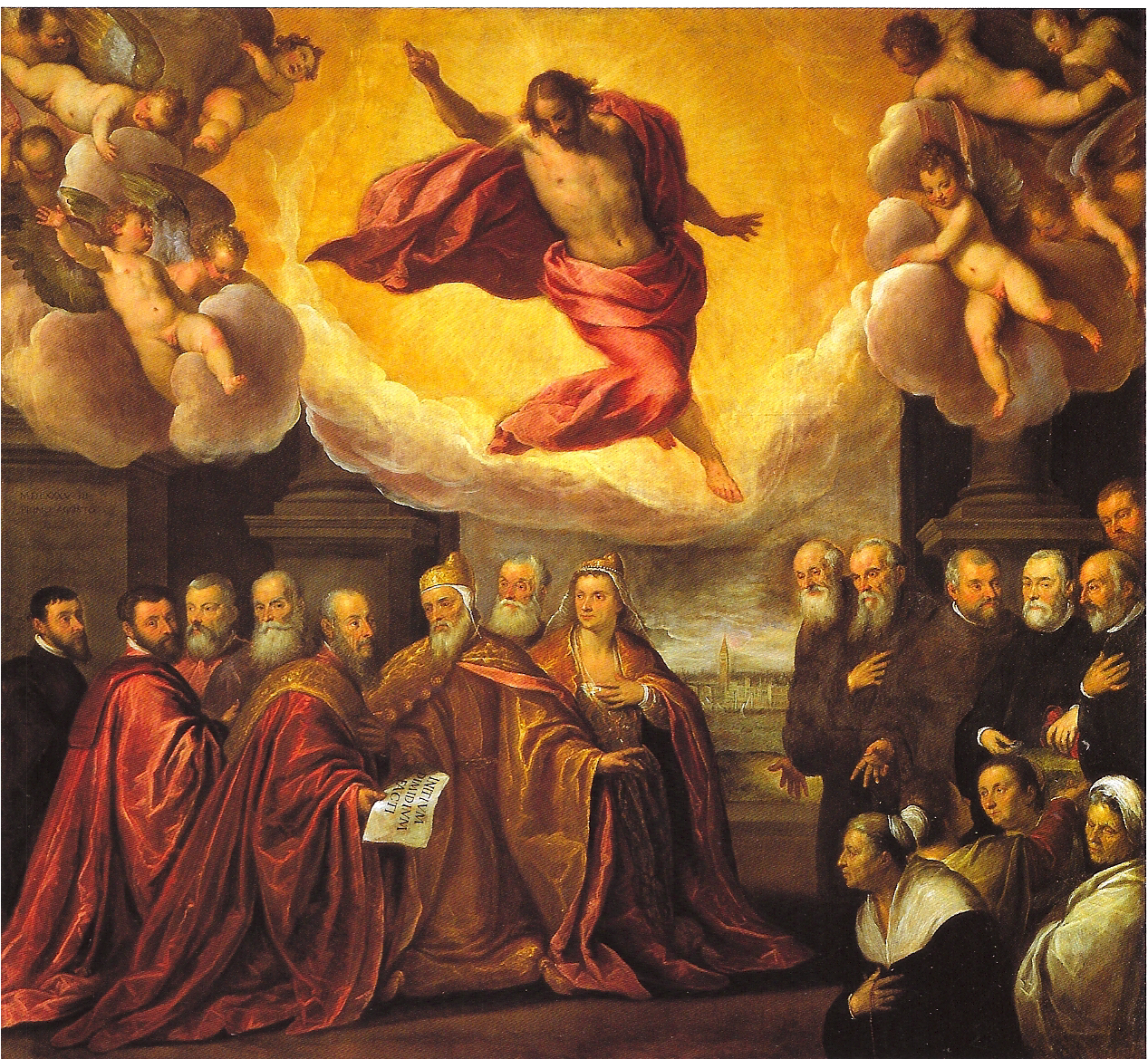
In einem vier Meter hohen Gemälde, bekannt als Telero Zen, geschaffen von Jacopo Palma d. J. 1585, nehmen im Jahr 1268 Renier Zen und seine Frau Aluica da Prata, deren Gesichtszüge nicht überliefert waren, an einer Ratssitzung teil, in der das Procedere der Dogenwahl endgültig festgelegt wird; Oratorio dei Crociferi in Santa Maria Assunta

- Marco Pozza: Zeno, Ranieri, in: Dizionario Biografico degli Italiani 100 (2020) 663–668.
- Fabio Barry: Disecta membra. Ranieri Zeno, the Imitation of Constantinople, the Spolia Style, and Justice at San Marco, in: Henry Maguire, Robert S. Nelson (Hrsg.): San Marco, Byzantium, and the Myths of Venice, Dumbarton Oaks Papers, Washington 2010, S. 7–62. (academia.edu)
- Gino Luzzatto: Il patrimonio privato di un doge del secolo XIII, in: Ders.: Studi di storia economica veneziana, Padua 1954, S. 81–86.
- Fabio Coden: La scultura dal quinto secolo al duecento, in: Giuseppe Pavanello (Hrsg.): La basilica dei Santi Giovanni e Paolo. Pantheon della Serenissima, Marcianum Press, Venedig  2012 (Chiese veneziane, 1), Abschnitt 6: Sarcofago del doge Ranieri Zen, S. 53–64, hier: S. 62–64. (online).
- Karin Krause: Feuerprobe, Portraits in Stein. Mittelalterliche Propaganda für Venedigs Reliquien aus Konstantinopel und die Frage nach ihrem Erfolg, in: Margit Mersch, Ulrike Ritzerfeld (Hrsg.): Lateinisch-griechisch-arabische Begegnungen. Kulturelle Diversität im Mittelmeerraum des Spätmittelalters, Oldenbourg, 2009, S. 111–162 (Schreiben Zenos von 1265 an den Papst, das behauptet, bei einem Feuer seien, was als Echtheitsbeweis galt, nur die fünf aufgeführten Reliquien aus Konstantinopel nicht verbrannt; außerdem habe den Brand von 1230, bei dem ansonsten alles zerstört worden sei, das Tuch überstanden, in das ein Teil des Schädels Johannes’ des Täufers eingewickelt gewesen sei, ebenso wie derjenige Teil der Kiste, in deren Nähe sich die Reliquie befunden habe.). (academia.edu)
- Mary E. Frank: A Face in the Crowd: Identifying the Dogaressa at the Ospedale dei Crociferi, in: Katherine A. McIver (Hrsg.): Wives, Widows, Mistresses, and Nuns in Early Modern Italy, Routledge, London 2012, S. 99–118 (dargestellt sind nur augenscheinlich Renier Zen und Aluica da Prata, doch ließ sich in dem Gemälde von 1585 belegen, dass die dargestellte Dogaressa die Züge und die Kleidung von Cecilia Pisani Morosini trägt, die vergebens hoffte, selbst Dogaressa zu werden, wie ihr Ehemann Vincenzo Morosini, Prokurator von San Marco, Doge zu werden. Er unterlag in der Dogenwahl von 1585.).

### In übergreifenden Werken
- Samuele Romanin: Storia documentata di Venezia, Bd. II, Venedig 1854, S. 255–282. (Digitalisat, S. 255)
- Heinrich Kretschmayr: Geschichte von Venedig, 3 Bde., Bd. II, Gotha 1920, S. 32, 36, 43, 46 f., 52, 55, 150, 171, 174, 536, 570 f., 597. (Digitalisat)
- Andrea Da Mosto: I dogi di Venezia con particolare riguardo alle loro tombe, Venedig [1939], S. 9 f., 60, 66 f., 234, 350. (Digitalisat)
- Andrea Da Mosto: I dogi di Venezia nella vita pubblica e privata, ND Mailand 1960, S. XXVII, XXXIII, 87–90.
- Giorgio Cracco: Società e stato nel medioevo veneziano, Florenz 1967, S. 115, 127, 132, 150, 173, 176–178, 185 f., 192 f., 200 f., 205, 235, 239, 244, 251, 253, 260, 268, 276, 279, 287, 289, 405, 410.
- Marco Pozza: Podestà e funzionari veneziani a Treviso e nella Marca in età comunale, in: Gherardo Ortalli, Michael Knapton (Hrsg.): Istituzioni, società e potere nella Marca trevigiana e veronese (secoli XIII-XIV). Sulle tracce di G. B. Verci, Rom 1988, S. 295 f., 303.
- Gerhard Rösch: Der venezianische Adel bis zur Schließung des Großen Rats. Zur Genese einer Führungsschicht, Sigmaringen 1989, S. 144, 146, 157, 162, 164, 229.
- Irmgard Fees: Ricchezza e potenza nella Venezia medioevale. La famiglia Ziani, Rom 2005, S. 11, 24, 47, 104, 107, 152, 268, 367, 373.
- Fabio Coden: Scultura dal quinto secolo al Duecento, in: Giuseppe Pavanello (Hrsg.): La basilica dei Santi Giovanni e Paolo. Pantheon della Serenissima, Venedig 2012, S. 53, 55, 60, 62. (online)
- Giorgio Ravegnani: Il doge di Venezia, Bologna 2013, S. 25, 41, 81 f., 98, 102, 110, 114, 130, 141, 162.